# Kościół Wniebowzięcia Najświętszej Marii Panny w Przyłękach
Kościół Wniebowzięcia Najświętszej Marii Panny w Przyłękach – kościół położony we wsi Przyłęki, którego patronem jest Wniebowzięcie Najświętszej Maryi Panny.
Kościół pełnił w przeszłości funkcje: zboru ewangelickiego (1915–1924), świątyni parafialnej (1924–1937) oraz kaplicy filialnej (1937–2009).

## Położenie
Kościół znajduje się przy ul. Zabytkowej 2 we wsi Przyłęki, gmina Białe Błota, powiat bydgoski.

## Historia
Kościół wzniesiono w 1915 r. dla mieszkańców wyznania ewangelickiego w Przyłękach i okolicznych wsiach. Ewangelicy stanowili wówczas przytłaczającą większość mieszkańców tego rejonu. Gdy w 1920 r. wieś znalazła się w odrodzonej Rzeczypospolitej, kaplicę przekazano katolikom. Miejscowa gmina ewangelicka zadowoliła się neogotycką świątynią w Cielu.
10 kwietnia 1924 r. kard. Edmund Dalbor dokonał podziału bydgoskiej parafii farnej. Erygowane wówczas zostały cztery nowe parafie w Bydgoszczy oraz parafia Wniebowzięcia Najświętszej Marii Panny w Brzozie-Przyłękach. Była kaplica ewangelicka w Przyłękach stała się rzymskokatolickim kościołem parafialnym. Wkrótce jednak okazało się, że świątynia jest za mała. Na początku lat 30. XX w. zdecydowano, że konieczna jest budowa nowej świątyni parafialnej, a miejscem jej lokalizacji będzie największa wieś w parafii – Brzoza. Kościół Najświętszej Marii Panny Królowej Polski w Brzozie wzniesiono w latach 1934–1937 według projektu arch. Stefana Cybichowskiego. Stał się on nowym kościołem parafialnym, podczas gdy świątynia w Przyłękach stała się kościołem filialnym.
W czasie II wojny światowej Niemcy przekazali dla potrzeb ewangelików kościół w Brzozie, natomiast Polacy gromadzili się na modlitwę w kościele w Przyłękach. Wkrótce jednak i ten kościół zamknięto.
Po II wojnie światowej świątynia w Przyłękach pełniła nadal funkcję kaplicy filialnej parafii Najświętszej Marii Panny Królowej Polski w Brzozie.
7 października 2009 roku Ordynariusz Bydgoski ks. bp Jan Tyrawa utworzył w Przyłękach nową parafię pod wezwaniem Wniebowzięcia Najświętszej Maryi Panny, której świątynią parafialną została miejscowa kaplica.

## Architektura
Kościół wzniesiono na planie prostokąta z wieżą od frontu.